# Kickante
Kickante é uma plataforma de financiamento coletivo (crowdfunding ou simplesmente vaquinha online) criada no Brasil em 2013, fundada pelos irmãos Candice Pascoal e Diogo Pascoal com os maiores recordes  e prêmios internacionais como o Cartier Awards e Fintech LATAM. Atualmente a empresa é uma das principais desse segmento no país com uma arrecadação acima de 300 milhões de reais para milhares de causas, artistas e empreendedores no Brasil e também detentora do recorde da América Latina com R$ 1 milhão arrecadados em uma campanha.

## Origem
Após ter atuado como vice-presidente internacional da Putumayo World Music, em Nova York, Candice Pascoal se especializou no segmento de arrecadação de fundos, onde esteve à frente de importantes projetos de captação de recursos para ONGs na Europa, Ásia e Américas, como: Médicos sem Fronteiras, Cruz Vermelha, WWF, Anistia Internacional, entre outras. Sabendo que os custos de uma arrecadação eram muito altos e após perceber o potencial do Brasil para o crescimento de negócios com financiamento coletivo, Candice juntou-se ao irmão Diogo Pascoal, o Chief Operating Officer, para iniciar a Kickante.

## Crescimento
Com experiência em financiamento de campanhas Candice Pascoal, juntamente com seu irmão Diogo Pascoal, que lidera a gestão das operações da empresa, iniciaram a Kickante em outubro de 2013. Na época já havia outras plataformas semelhantes atuando no Brasil. Algumas plataformas se estabeleceram como somente de nicho como música, ONGs e Startups e outras recebem todo o tipo de projeto, como a Kickante.

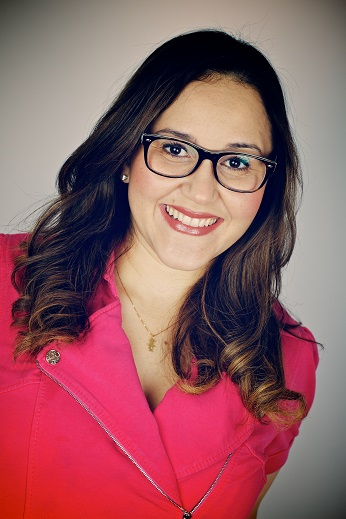
Candice Pascoal, fundadora.

Os tipos de campanhas lançadas na Kickante são diversos, incluindo companhias teatrais, bandas de música, startups, ONGs, atletas, dentre outros. A plataforma foi responsável pela maior arrecadação em crowdfunding no Brasil ao captar R$ 1 milhão com a campanha Santuário Animal e R$ 889.410,37 com a campanha da empresária Bel Pesce intitulada "Bel Pesce: Legado A Menina do Vale.
A plataforma de crowdfunding também possui outras campanhas com alta arrecadação:
- Vasco da Gama: R$ 5.000.000 de mais de 45 mil brasileiros!
- Bel Pesce Por Todas as Capitais do Brasil!: R$737.616,50
- Gotas no Oceano | Construindo um mundo melhor: R$448.893,00
- Fixando Raízes WimBelemDon!: R$ 402.360,00
- Dá Pé - Vamos Reflorestar o Brasil!: R$400.513,00
- Calendário Médicos Sem Fronteiras 2017: R$267.330,90
- Caçadores da Galáxia: R$218.988,00

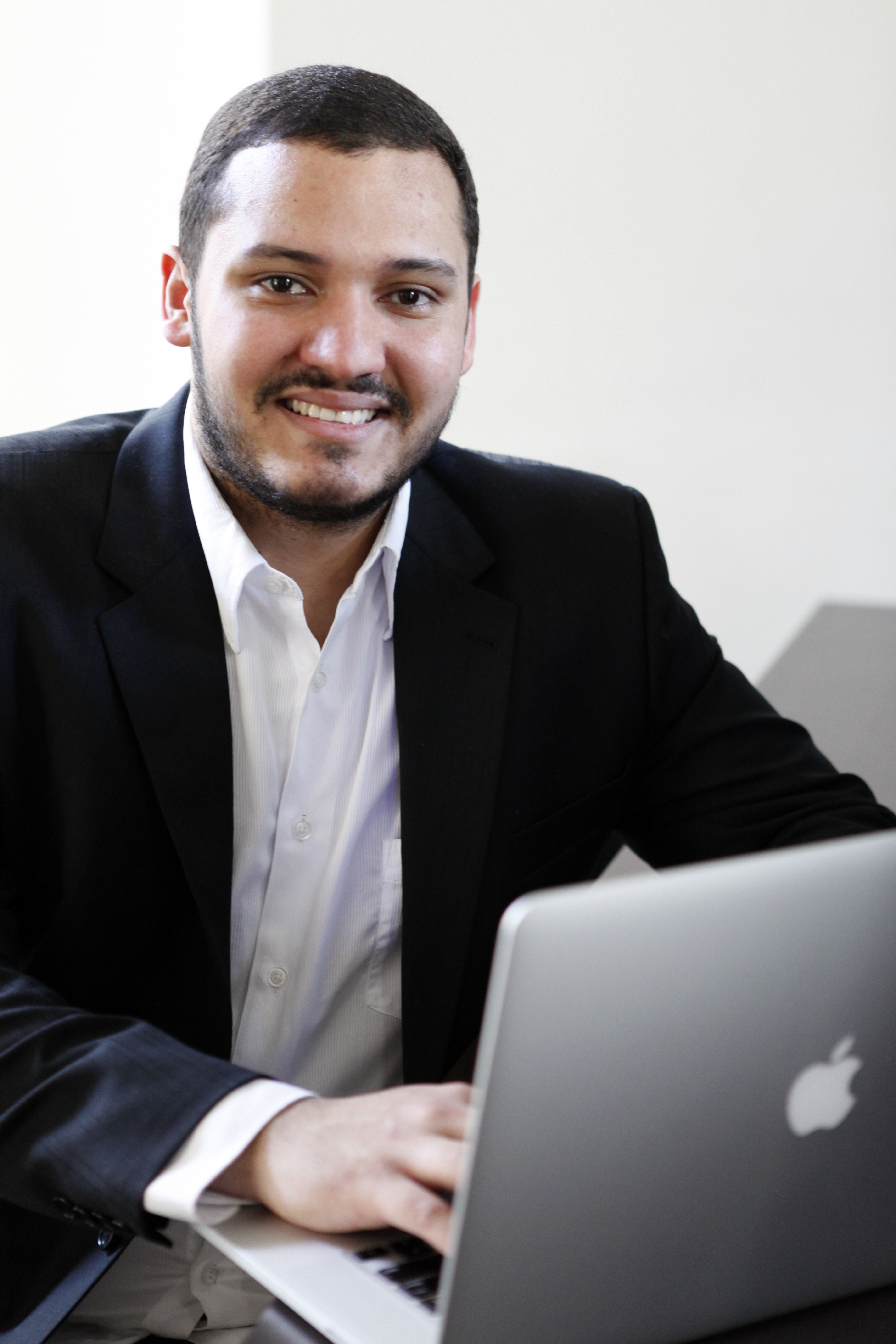
Co-fundador e COO. Lidera a gestão da empresa das operações da empresa.

## Modelo de negócio
Atualmente, a plataforma da Kickante atua da seguinte maneira: quando uma pessoa tem um projeto, mas não tem verba financeira para torná-lo realidade, ela pode criar uma campanha de arrecadação. O site recebe projetos de empreendedorismo, esportes, ONGs, música, causas sociais etc.
O usuário não paga nada para lançar uma campanha, somente quando ela começa a arrecadar que é cobrada uma taxa administrativa.
Campanha Tudo ou Nada: o usuário receberá o valor arrecadado apenas se atingir ou ultrapassar a meta e a taxa administrativa será de 10%.
Campanha Flexível: o usuário leva o valor arrecadado independente de atingir a meta e a taxa administrativa permanece em apenas 10%.
Outra alternativa são os Eventos do Bem em que é possível criar campanhas para arrecadar fundos para uma das mais de 300 ONGs cadastradas na plataforma. O valor arrecadado é enviado diretamente para a instituição, evitando, assim, o risco de fraudes.

## OCrowdfundingno Brasil
De acordo com o Banco Mundial essa modalidade de financiamento tem se tornado um mercado bilionário, somente o maior website na área, o norte americano Kickstarter já movimentou mais de 3,4 bilhões de dólares desde a sua criação. Semelhantes ao Kickante, no Brasil existem diversas plataformas. O Brasil corresponderá, até 2025, a uma fatia de 10% de todo capital levantado em crowdfunding no mundo, estimado em 90 bilhões de dólares até este ano.